# Jai Crawford
David "Jai" Crawford (Hobart, 4 d'agost de 1983) és un ciclista australià. Professional des del 2005, actualment militant a l'equip Kinan.

## Palmarès
- 2007
  - 1r al Tour de Siam
- 2009
  - Vencedor d'una etapa del Tour de Wellington
- 2010
  - Vencedor d'una etapa del Tour de Utah
- 2012
  - Vencedor d'una etapa de la Jelajah Malaysia
- 2014
  - Vencedor d'una etapa del Tour de Tasmània
- 2016
  - 1r al Tour de l'Ijen[1] i vencedor d'una etapa
- 2017
  - 1r al Tour de les Filipines